# Степанці (рід)
Степанці — український, (старо)руський і козачий рід (роди), представники яких відомі на теренах сучасного Українського господарства (держави) зі столицею в Києві, Старої, Святої, Київської Русі і Рідної України (Гетьманщини) у її складі щонайменше з 18 ст.

## Представники
- Степанець Петро — у 1740 році курінний отаман Понорницької сотні Чернігівського полку Гетьманщини у селі Городище, власник млина разом з Ганною, вдовою Свідерського;
- Степанець Андрій Анатолійович — молодший сержант Збройних сил України, учасник російсько-української війни.
- Степанець Андрій Миколайович (1974—2014) — солдат Збройних сил України, учасник російсько-української війни.
- Степанець Кирило Михайлович — київський і український краєзнавець і києвознавець, письменник і публіцист;
- Степанець Олександр Іванович (24.05.1942-13.10.2007) — київський і український математик, студент шкіл і співробітник установ Київської Академії;
- Степанець Павло Миколайович — український футболіст, захисник, екс-гравець молодіжної збірної України.